# GPDF – Ель-Баяд
GPDF – Ель-Баяд – газопровід на північному заході Алжиру, що забезпечує подачу ресурсу до вілаєту Ель-Баяд.
Трубопровід, який ввели в дію у 2005 році, отримує живлення від системи Магриб – Європа. Він має довжину 92 км та діаметр 300 мм.